# Malin Lindgren
Malin Lindgren, née le 24 août 1974, est une ancienne coureuse cycliste suédoise, spécialiste de la descente et du dual slalom en VTT.

## Palmarès en VTT

### Championnats du monde
- Bromont 1992
  -  Médaillée de bronze de la descente juniors
- Åre 1998
  - 8e de la descente

### Coupe du monde
- Coupe du monde de dual slalom
  - 7e en 1998 (1 manche)
  - 5e en 1999
  - 9e en 2000

### Championnats d'Europe
- 1996
  - 10e de la descente
- 1999
  -  Médaillée de bronze de la descente
- 2000
  - 8e de la descente

### Championnat de Suède
- 1995
  -  Championne de Suède de descente
- 1996
  -  Championne de Suède de descente
- 1997
  -  Championne de Suède de descente
- 1998
  -  Championne de Suède de descente
- 1999
  -  Championne de Suède de cross-country
- 2000
  -  Championne de Suède de cross-country

### Autre
- 1997
  - 3e de Kaprun - descente (coupe du monde)